# Stenothemus mamorui
Stenothemus mamorui is een keversoort uit de familie soldaatjes (Cantharidae). De wetenschappelijke naam van de soort werd in 1999 gepubliceerd door Okushima & Sato.